# Сражение при Кованс-Форд
Сражение при Кованс-Форд (Battle of Cowan’s Ford) — одно из сражений южного театра Войны за независимость США, которое произошло 1 февраля 1781 года во время отступления американской армии к реке Дан. Сражение произошло у брода Кованс-Форд на реке Катаба.

## Предыстория
В конце лета 1780 года генерал Корнуоллис, командующий британской армий в Южной Каролине, пришёл к убеждению, что лучшим способом защитить Южную Каролину от американских повстанцев будет вторжение в Северную Каролину, куда отступили остатки армии Гейтса после разгрома при Кэмдене. Корнуоллис начал марш на Шарлотт, но эпидемия лихорадки задержала его, поэтому Шарлотт был захвачен только 26 сентября, после небольшого сражения при Шарлотте. Для прикрытия своего левого фланга Корнуоллис использовал отряд Фергюсона, состоявший из 1000 лоялистов, но 7 октября в сражении при Кингс-Маунтин Фергюсон был разбит отрядом повстанцев, а весь его отряд уничтожен.
Между тем Джордж Вашингтон назначил новым командиром армии Юга генерала Натиниэля Грина, который 3 декабря 1780 года прибыл в лагерь повстанцев под Шарлоттом. Чтобы отвлечь внимание Корнуоллиса, он отправил на юг отряд генерала Даниеля Моргана, против которого Корнуоллис задействовал отряд Банастра Тарлетона. Противники встретились 17 января 1781 года, и в сражении при Коупенсе Морган разбил Тарлетона. Англичане потеряли 835 человек, так что в распоряжении Корнуоллиса осталось всего около 1000 человек. Но Корнуоллис решил начать решительное наступление на север. Вскоре к нему присоединилось ещё 1500 человек под командованием генерала Лесли и в итоге в распоряжении Корнуолиса оказалось 2550 человек. Это была небольшая, но опытная армия.
Утром 19 января 1781 года Корнуоллис начал преследование Моргана. Он решил, что идти в Северную Каролину лучше через верховья рек, где реки более мелкие и их проще форсировать. Он не учёл тот факт, что именно в верховьях рек их уровень может резко изменяться из-за дождей. С 19 по 22 января Корнуоллис двигался на север, а кавалерия Тарлетона обеспечивала прикрытие и разведку. 25 января британцы встали лагерем в Рамсерс-Милл, где Корнуоллис решил сжечь свой обоз, который замедлял его марш. Потратив три дня на подготовку марша, британцы возобновили наступление 28 января и 29 января пришли к реке Катаба у брода Битти-Форд. К этому моменту уровень воды в реке поднялся, что сделало её непроходимой. Генерал Морган занял позиции за рекой, а к броду Битти-Форд отправил 800 человек северокаролинского ополчения под командованием Уильяма Дэвидсона. Генерал Грин в это время отправился на соединение с Морганом и они встретились 30 января. В тот же день он собрал военный совет из Моргана, Дэвидсона и подполковника Уильяма Вашингтона.
Уровень воды в реке Катаба начал снижаться, поэтому Грин понял, что ему пора отступать. На совете было решено, что Морган и Дэвидсон останутся охранять переправы, а Грин с основной армией отступил в Солсбери. Между тем Корнуоллис решил продолжать наступление. Он решил, что переправы Шарралс-Форд и Битти-Форд слишком хорошо охраняются, поэтому поручил подполковнику Джеймсу Вебстеру с 33-м пехотным полком изображать активность у Битти-Форд, а основную армию отправил к переправе Кованс-Форд, в 4-х милях южнее.